# Giro del Belgio 1990
Il Giro del Belgio 1990, settantunesima edizione della corsa e valida come evento UCI categoria 2.2, si svolse dal 7 al 12 agosto 1990, per un percorso totale di 949,6 km suddiviso in un prologo più 5 tappe. Fu vinto dall'olandese Frans Maassen che concluse il giro con il tempo totale di 24 ore, 04 minuti e 34 secondi, alla media di 39,73 km/h.

## Tappe
| Tappa  | Data      | Percorso                               | km    | Vincitore di tappa     | Leader cl. generale |
| ------ | --------- | -------------------------------------- | ----- | ---------------------- | ------------------- |
| Prol.  | 7 agosto  | Geel (Cron. individuale)               | 7,8   | Frans Maassen          | Frans Maassen       |
| 1ª     | 8 agosto  | Geel > Charleroi                       | 220   | Étienne De Wilde       |                     |
| 2ª     | 9 agosto  | Charleroi > Roeselare                  | 193   | Adriano Baffi          |                     |
| 3ª     | 10 agosto | Roeselare > Ostenda                    | 171   | Wiebren Veenstra       |                     |
| 4ª     | 11 agosto | Torhout > Werchter                     | 240   | Jean-François Brasseur |                     |
| 5ª-1ª  | 12 agosto | Werchter > Lovanio (Cron. individuale) | 16,8  | Frans Maassen          |                     |
| 5ª-2ª  | 12 agosto | Lovanio > Lovanio                      | 108   | Stefan Joho            | Frans Maassen       |
| Totale | Totale    | Totale                                 | 949,6 |                        |                     |

## Dettagli delle tappe

### Prologo
- 7 agosto: Geel – Cronometro individuale – 7,8 km

Risultati
| Pos. | Corridore        | Squadra      | Tempo |
| ---- | ---------------- | ------------ | ----- |
| 1    | Frans Maassen    | Buckler      | 9'36" |
| 2    | Johan Museeuw    | Lotto        | a 4"  |
| 3    | Étienne De Wilde | Histor-Sigma | a 11" |

### 1ª tappa
- 8 agosto: Geel > Charleroi – 220 km

Risultati
| Pos. | Corridore        | Squadra      | Tempo    |
| ---- | ---------------- | ------------ | -------- |
| 1    | Étienne De Wilde | Histor-Sigma | 5h49'56" |
| 2    | Eddy Planckaert  | Panasonic    | s.t.     |
| 3    | Christian Henn   | Carrera      | s.t.     |

### 2ª tappa
- 9 agosto: Charleroi > Roeselare – 193 km

Risultati
| Pos. | Corridore         | Squadra  | Tempo    |
| ---- | ----------------- | -------- | -------- |
| 1    | Adriano Baffi     | Ariostea | 4h55'31" |
| 2    | D. Abdoujaparov   | Alfa Lum | s.t.     |
| 3    | Eric Vanderaerden | Buckler  | s.t.     |

### 3ª tappa
- 10 agosto: Roeselare > Ostenda – 171 km

Risultati
| Pos. | Corridore        | Squadra  | Tempo    |
| ---- | ---------------- | -------- | -------- |
| 1    | Wiebren Veenstra | Buckler  | 4h18'02" |
| 2    | D. Abdoujaparov  | Alfa Lum | s.t.     |
| 3    | Adriano Baffi    | Ariostea | s.t.     |

### 4ª tappa
- 11 agosto: Torhout > Werchter – 240 km

Risultati
| Pos. | Corridore              | Squadra    | Tempo    |
| ---- | ---------------------- | ---------- | -------- |
| 1    | Jean-François Brasseur | Weinmann   | 6h02'44" |
| 2    | Stefan Joho            | Ariostea   | a 6"     |
| 3    | Rolf Järmann           | Frank-Toyo | s.t.     |

### 5ª tappa-1ª semitappa
- 12 agosto: Werchter > Lovanio – Cronometro individuale – 16,8 km

Risultati
| Pos. | Corridore          | Squadra      | Tempo  |
| ---- | ------------------ | ------------ | ------ |
| 1    | Frans Maassen      | Buckler      | 22'06" |
| 2    | Volodymyr Pulnikov | Alfa Lum     | a 12"  |
| 3    | Paul Haghedooren   | Histor-Sigma | a 12"  |

### 5ª tappa-2ª semitappa
- 12 agosto: Lovanio > Lovanio – 108 km

Risultati
| Pos. | Corridore       | Squadra  | Tempo    |
| ---- | --------------- | -------- | -------- |
| 1    | Stefan Joho     | Ariostea | 2h26'30" |
| 2    | Peter De Clercq | Lotto    | s.t.     |
| 3    | Frans Maassen   | Buckler  | s.t.     |

## Classifiche finali

### Classifica generale
| Pos. | Corridore          | Squadra      | Tempo     |
| ---- | ------------------ | ------------ | --------- |
| 1    | Frans Maassen      | Buckler      | 24h04'34" |
| 2    | Volodymyr Pulnikov | Histor-Sigma | a 27"     |
| 3    | Adriano Baffi      | Alfa Lum     | a 43"     |
| 4    | Johan Museeuw      | Ariostea     | a 49"     |
| 5    | Eric Vanderaerden  | Lotto        | a 57"     |
| 6    | Alan Peiper        | Buckler      | a 59"     |
| 7    | Étienne De Wilde   | Panasonic    | a 1'06"   |
| 8    | Rolf Sørensen      | Histor-Sigma | a 1'15"   |
| 9    | Herman Frison      | Ariostea     | a 1'21    |
| 10   | Guido Bontempi     | Histor-Sigma | a 1'28"   |